# Maureen van Drogen
Maureen van Drogen (24 oktober 2007) is een Nederlands voetbalster die uitkomt voor PEC Zwolle in de Vrouwen Eredivisie.

## Carrièrestatistieken
| Seizoen                         | Club            | Land            | Competitie         | Competitie | Competitie | Beker | Beker | Internationaal | Internationaal | Overig | Overig | Totaal | Totaal |
| Seizoen                         | Club            | Land            | Competitie         | Wed.       | Dlp.       | Wed.  | Dlp.  | Wed.           | Dlp.           | Wed.   | Dlp.   | Wed.   | Dlp.   |
| ------------------------------- | --------------- | --------------- | ------------------ | ---------- | ---------- | ----- | ----- | -------------- | -------------- | ------ | ------ | ------ | ------ |
| 2024/25                         | PEC Zwolle      | Nederland       | Vrouwen Eredivisie | 2          | 0          | 0     | 0     | –              | –              | 0      | 0      | 2      | 0      |
| Carrière totaal                 | Carrière totaal | Carrière totaal | Carrière totaal    | 2          | 0          | 0     | 0     | 0              | 0              | 0      | 0      | 2      | 0      |
| Bijgewerkt tot 22 december 2024 |                 |                 |                    |            |            |       |       |                |                |        |        |        |        |

## Interlandcarrière

### Nederland onder 17
Op 4 oktober 2023 debuteerde Van Drogen bij het Nederland –17 in een vriendschappelijke wedstrijd tegen België –17 (6–0).
| Interlands van Maureen van Drogen | Interlands van Maureen van Drogen | Interlands van Maureen van Drogen | Interlands van Maureen van Drogen | Interlands van Maureen van Drogen | Interlands van Maureen van Drogen |
| №                                 | Datum                             | Wedstrijd                         | Uitslag                           | Soort wedstrijd                   | Doelpunten                        |
| Als speelster bij PEC Zwolle      | Als speelster bij PEC Zwolle      | Als speelster bij PEC Zwolle      | Als speelster bij PEC Zwolle      | Als speelster bij PEC Zwolle      | Als speelster bij PEC Zwolle      |
| --------------------------------- | --------------------------------- | --------------------------------- | --------------------------------- | --------------------------------- | --------------------------------- |
| 1.                                | 4 oktober 2023                    | Nederland – België                | 6 – 0                             | Vriendschappelijk                 | 0                                 |
| 2.                                | 12 oktober 2023                   | Finland – Nederland               | 1 – 0                             | Kwalificatie EK 2024 –17          | 0                                 |
| 3.                                | 15 oktober 2023                   | Nederland – Bulgarije             | 6 – 2                             | Kwalificatie EK 2024 –17          | 0                                 |
| 4.                                | 18 oktober 2023                   | Nederland – Zwitserland           | 3 – 0                             | Kwalificatie EK 2024 –17          | 0                                 |
| 5.                                | 22 november 2023                  | Nederland – Frankrijk             | 1 – 4                             | Vriendschappelijk                 | 0                                 |
| 6.                                | 17 maart 2024                     | Nederland – Turkije               | 6 – 1                             | Kwalificatie EK 2024 –17          | 0                                 |